# Smolewicze (stacja kolejowa)
Smolewicze (biał. Смалявічы, ros. Смолевичи) – węzłowa stacja kolejowa w miejscowości Smolewicze, w rejonie smolewickim, w obwodzie mińskim, na Białorusi. Leży na linii Moskwa - Mińsk - Brześć.
Rozpoczyna się tu linia do portu lotniczego Mińsk. Składy podążające z Mińska w stronę lotniska, muszą w Smolewiczach zmienić kierunek jazdy, gdyż nie istnieje możliwość bezpośredniego wjazdu na linię z kierunku zachodniego.

## Historia
Stacja powstała w XIX w. na drodze żelaznej moskiewsko-brzeskiej pomiędzy stacjami Żodzino i Kołodziszcze. Początkowo nosiła nazwę Wittgenstein.